# John Wesley Powell
John Wesley Powell (ur. 24 marca 1834, zm. 23 września 1902) – amerykański żołnierz, geolog i odkrywca.

## Życiorys
Podczas wojny secesyjnej walczył po stronie Unii. W bitwie pod Shiloh 6 kwietnia 1862 roku stracił prawą rękę. Po wojnie przez dwa lata uczył geologii na Illinois Wesleyan University. Później został przywódcą wyprawy, która w 1869 roku jako pierwsza przebyła Wielki Kanion Kolorado. W 1881 roku został drugim w historii dyrektorem United States Geological Survey. Funkcję tę pełnił do 1894 roku.
Był jednym z założycieli National Geographic Society w 1888 roku. Zmarł 23 września 1902 roku. Jego ciało pochowane jest na Narodowym Cmentarzu w Arlington. Od jego nazwiska pochodzi nazwa Lake Powell, sztucznego zbiornika wodnego na rzece Kolorado na granicy stanów Utah i Arizona.